# Lithostege repeteki
Lithostege repeteki là một loài bướm đêm trong họ Geometridae.